# Chinesentaube

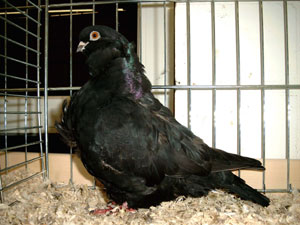
Chinesentaube

Die Chinesentaube ist eine dem nordafrikanischen und spanischen Raum entstammende Rasse der Haustaube. Sie gehört zur Gruppe der Strukturtauben.
Seit Mitte des 19. Jahrhunderts erfolgt die Zucht auch im zentralen europäischen Raum. Die Chinesentaube hat in diesem Zusammenhang auch Bekanntheit unter dem Namen Chinesisches Mövchen erlangt, da sie über Ähnlichkeit mit einem Mövchen verfügt.